# Трухавая, Валентина Ивановна
Валенти́на Ива́новна Трухавая (12 декабря 1932, Ковда, Кандалакшский район, Автономная Карельская ССР, РСФСР, СССР — 19 июля 1991) — работник культуры, заслуженный работник культуры РСФСР и Карельской АССР.

## Биография
Родилась 12 декабря 1932 года в селе Ковда Кандалакшского района Автономной Карельской ССР (ныне Кандалакшский район Мурманской области). Воспитывалась в Шуерецком детском доме. Закончила клубное отделение Петрозаводской культпросветшколы.
С 1952 г. художественный руководитель, а затем директор Беломорского районного дома культуры.
С 1963 г. — заведующая отделом культуры исполкома Беломорского райсовета.
Являлась активной участницей Поморского хора, хора ветеранов войны и труда.
Депутат Беломорского районного Совета народных депутатов ряда созывов.
Награждена медалью «За трудовое отличие», юбилейной медалью «За доблестный труд. В ознаменование 100-летия со дня рождения В. И. Ленина», почетными грамотами Президиума Верховного Совета Карельской АССР и Совета Министров Карельской АССР.
Скончалась 19 июля 1991 года.